# INTS3
INTS3‏ (Integrator complex subunit 3) هوَ بروتين يُشَفر بواسطة جين INTS3 في الإنسان.